# Girls' Generation's Phantasia
Tournées par Girls' Generation
Girls' Generation Japan 3rd Tour
(2014)
Girls' Generation's Phantasia est le nom de la quatrième tournée du groupe sud-coréen Girls' Generation. Cette tournée est officiellement annoncée en octobre 2015. C'est la première tournée sans l'ancienne membre Jessica Jung, qui a quitté le groupe le 30 septembre 2014.

## Contexte
Le 15 octobre 2015, SM Entertainment annonce officiellement deux dates pour Séoul au Parc olympique de Séoul. Ce qui fait de Girls' Generation le premier groupe de K-pop à faire quatre tournées.
Le 11 août 2015, le groupe avait annoncé qu'elles feront leur quatrième tournée japonaise à partir du 12 décembre 2015 à Nagoya avec six autres dates pour Kobe et Saitama. 
Le 17 novembre 2015, sur la page officielle du fanclub japonais du groupe, il a été annoncé qu'en fait, ces dates seront intégrées à leur quatrième tournée.
La tournée a été coordonnée par la chorégraphe Rino Nakasone.
En octobre 2016, cette tournée est devenue la 6e au monde ayant eu un revenu élevé de tous les temps, en effet, le revenu de cette tournée s'élève à 22,3 millions de dollars,.

## Dates des concerts
| Date             | Ville   | Pays         | Lieu                            | Affluence/Tickets vendus | Revenu      |
| ---------------- | ------- | ------------ | ------------------------------- | ------------------------ | ----------- |
| 21 novembre 2015 | Séoul   | Corée du sud | Parc olympique de Séoul         | 26,118 (100%)            | $2,792,704  |
| 22 novembre 2015 | Séoul   | Corée du sud | Parc olympique de Séoul         | 26,118 (100%)            | $2,792,704  |
| 12 décembre 2015 | Nagoya  | Japon        | Nippon Gaishi Hall              | 8,327 (100%)             | $1,649,321  |
| 18 décembre 2015 | Kobe    | Japon        | World Memorial Hall             | 27,060 (100%)            | $3,343,968  |
| 19 décembre 2015 | Kobe    | Japon        | World Memorial Hall             | 27,060 (100%)            | $3,343,968  |
| 20 décembre 2015 | Kobe    | Japon        | World Memorial Hall             | 27,060 (100%)            | $3,343,968  |
| 23 décembre 2015 | Saitama | Japon        | Saitama Super Arena             | 30,082 (100%)            | $6,687,938  |
| 24 décembre 2015 | Saitama | Japon        | Saitama Super Arena             | 30,082 (100%)            | $6,687,938  |
| 30 janvier 2016  | Bangkok | Thaïlande    | Impact Arena                    | 28,446 (100%)            | $3,403,074  |
| 31 janvier 2016  | Bangkok | Thaïlande    | Impact Arena                    | 28,446 (100%)            | $3,403,074  |
| 16 avril 2016    | Jakarta | Indonésie    | Indonesia Convention Exhibition | 5,095 (100%)             | $1,793,130  |
| 7 mai 2016       | Taipei  | Taiwan       | Taipei Arena                    | 22,864 (100%)            | $2,629,865  |
| 8 mai 2016       | Taipei  | Taiwan       | Taipei Arena                    | 22,864 (100%)            | $2,629,865  |
| Total            | Total   | Total        | Total                           | 147,992 (100%)           | $22,300,000 |

## Personnel
- Artistes: Taeyeon, Sunny, Tiffany, Hyoyeon, Yuri, Sooyoung, Yoona, Seohyun
- Organisateurs: SM Entertainment, Dream Maker Entertainment, SM True (Thaïlande), MecimaPro (Indonésie), Super Dome (Taiwan)

## DVD
Girls' Generation–Phantasia-in Japan est le 13e DVD et Blu-ray publié par le groupe Girls' Generation. Il a été publié le 4 mai 2016 au Japon.

### Pistes
| No  | Titre                                                                | Durée |
| --- | -------------------------------------------------------------------- | ----- |
| 1.  | You Think                                                            |       |
| 2.  | GENIE                                                                |       |
| 3.  | Bump It                                                              |       |
| 4.  | Show Girls                                                           |       |
| 5.  | PAPARAZZI                                                            |       |
| 6.  | Kissing you                                                          |       |
| 7.  | Oh!～ BEEP BEEP                                                      |       |
| 8.  | Paradise                                                             |       |
| 9.  | Adrenaline                                                           |       |
| 10. | Sugar                                                                |       |
| 11. | Push It                                                              |       |
| 12. | Lion Heart                                                           |       |
| 13. | PARTY                                                                |       |
| 14. | Gee                                                                  |       |
| 15. | Mr.Mr.                                                               |       |
| 16. | GALAXY SUPERNOVA                                                     |       |
| 17. | Run Devil Run～MR.TAXI                                               |       |
| 18. | Catch Me If You Can                                                  |       |
| 19. | Fire Alarm                                                           |       |
| 20. | THE BOYS                                                             |       |
| 21. | Indestructible                                                       |       |
| 22. | Snowy Wish                                                           |       |
| 23. | FLYERS                                                               |       |
| 24. | LOVE & GIRLS                                                         |       |
| 25. | GIRLS' GENERATION Story of Phantasia from GIRLS' GENERATION 4th TOUR |       |

### Historique de publication
| Pays  | Date       | Format       | Label             |
| ----- | ---------- | ------------ | ----------------- |
| Japon | 4 mai 2016 | DVD, Blu-ray | EMI Records Japan |